# Großweiglareuth
Großweiglareuth (oberfränkisch: (Groß-)Weiglarat) ist ein Gemeindeteil der Stadt Creußen im Landkreis Bayreuth (Oberfranken, Bayern). Großweiglareuth liegt in der Gemarkung Gottsfeld.

## Lage
Das Dorf liegt im Norden der Fränkischen Alb zwischen den Flurgebieten Weinleite im Westen und Kirrberg' im Osten. Einen knappen Kilometer nordöstlich des Ortes fließt der in den Roten Main mündende Gosenbach vorbei und jenseits des Baches liegt der ausgedehnte Forst Thiergarten, der sich auch ein Stück auf den diesseitigen Talhang des Gosenbaches erstreckt. Die Kreisstraße BT 47 führt an Dorschenhof und Boden vorbei zur Bundesstraße 2 (2,7 km östlich) bzw. an Haag vorbei die Bundesautobahn 9 überbrückend nach Spänfleck (3,1 km nordwestlich). Eine Gemeindeverbindungsstraße führt nach Wasserkraut (1,5 km südwestlich).

## Geschichte
Der Ortsname wird als „Zur Reut eines Widilo“ gedeutet. Das Präfix „Groß-“ wurde erst nach der ersten urkundlichen Erwähnung von 1244 eingeführt und dient zur Unterscheidung des Dorfes vom Nachbarort Kleinweiglareuth. Die Texte der ersten urkundlichen Erwähnungen von (Groß-)Weiglareuth waren:
- 1244: „Widelrûte“
- 1398: „zu Grossenweydelrewt“
- 1408: „zu grossen Weidelnrewt“
- 1421: „zu grossen Weidelreut“
- 1495: „Groß Weydelrewt“
- 1499: „Grossen Weyglareutt“[7]

Die Fraisch über Großweiglareuth hatte das brandenburg-bayreuthische Kasten- und Stadtvogteiamt Creußen. Von 1791/92 bis 1810 unterstand Großweiglareuth dem preußischen Justiz- und Kammeramt Pegnitz. Danach kam die gesamte Region an das Königreich Bayern.
Mit dem Gemeindeedikt (frühes 19. Jahrhundert) wurde Großweiglareuth dem Steuerdistrikt Gottsfeld und der Ruralgemeinde Gottsfeld zugewiesen. Im Rahmen der Gebietsreform in Bayern wurde Großweiglareuth am 1. Mai 1978 in die Stadt Creußen eingegliedert.

## Baudenkmäler
- Am nordwestlichen Ortsrand des Dorfes (Standort) steht ein denkmalgeschütztes Austragshaus von 1835. Das Erdgeschoss des zweigeschossigen Bauwerks wurde mit hochwertigen Sandsteinquadern gebaut, während das Obergeschoss in kostengünstigerer Fachwerkbauweise errichtet wurde.

## Unternehmen
Im Ort hat ein Umzugs- bzw. Fuhrunternehmen seinen Betriebbsitz.

## Religion
Ebenso wie die protestantisch geprägte Kernstadt gehört die Bevölkerung von Großweiglareuth überwiegend der evangelisch-lutherischen Konfession des Christentums an. Die Protestanten werden von der evangelischen Pfarrei Creußen betreut, während die römisch-katholischen Bewohner der katholischen Pfarrei in Thurndorf angehören.